# Actium haasi
Actium haasi är en skalbaggsart som beskrevs av Park, in Park, Wagner och Ivan T. Sanderson 1976. Actium haasi ingår i släktet Actium och familjen kortvingar. Inga underarter finns listade i Catalogue of Life.